# Hymenaster rex
Hymenaster rex är en sjöstjärneart som beskrevs av Perrier 1885. Hymenaster rex ingår i släktet Hymenaster och familjen knubbsjöstjärnor. Inga underarter finns listade i Catalogue of Life.